# Karl Pedersen
Karl Anton Pedersen (ur. 23 stycznia 1902 w Oslo, zm. 7 października 1988 tamże) – norweski zapaśnik walczący w stylu klasycznym. Olimpijczyk z Amsterdamu 1928, gdzie zajął dziewiąte miejsce w wadze lekkiej do 67,5 kg.

## Letnie Igrzyska Olimpijskie 1928
| Konkurencja                | Walki          | Walki                   | Walki                     | Klas. końcowa |
| Konkurencja                | Pierwsza runda | Druga runda             | Trzecia runda             | Miejsce       |
| -------------------------- | -------------- | ----------------------- | ------------------------- | ------------- |
| styl klasyczny, waga lekka | wolny los      | Lajos Keresztes (HUN) P | Edvard Westerlund (FIN) P | IX miejsce    |